# Museo del Ferrocarril (Tulancingo)
El Museo del Ferrocarril es un museo y antigua estación ferroviaria,fundada el 5 de mayo de 1981 y cerrada en 1997 en el estado de Hidalgo (México).
Fue una de las primeras estaciones ferroviarias instaladas en Hidalgo con un ferrocarril hacia la Ciudad de México, el llamado Ferrocarril de Hidalgo. Exhibe fotografías de la construcción de la estación, así como objetos de oficina y contabilidad que se utilizaban en esa época.

## Historia
En el año 1893 llegó a Tulancingo por primera vez un ferrocarril, y llegando al edificio que Gabriel Mancera había construido para tal fin, actual Museo de Datos Históricos. 

Antigua estación del ferrocarril.

A partir de 1893 el Ferrocarril de Hidalgo se conectó con la estación Irolo del Ferrocarril Mexicano en la ruta México-Veracruz, posteriormente tendría comunicación con la Ciudad de México, hacia Tulancingo, su intención era llegar hasta Tuxpan.
En 1917 se inauguró la segunda estación del tren en Tulancingo, perteneciente a Ferrocarril Central, que había adquirido la ruta construida por Richard Honey.
En esa época costaba $ 3.80 viajar de Tulancingo a la Ciudad de México en primera clase. Es en esta estación donde se encuentra el museo. 
El último tren de pasajeros llegó a la estación en 1997, y en 1999 el último de carga. El 5 de agosto de 1999 se inauguró el museo.

## Exhibición
Cuenta con siete salas de exhibición permanentes y tres salas más para exhibiciones temporales. El recorrido comienza con una muestra de la cronología de las fechas más significativas del origen del ferrocarril. 

Sala de exhibición.

Desde fotografías que plasman el tendido de las vías hasta documentos históricos de su construcción en el estado de Hidalgo y su llegada a Tulancingo. En la segunda sala, se encuentra un foto mural de una vieja estación: máquinas de vapor emprendiendo la marcha y otras en espera de ser abordadas por los pasajeros.
En la tercera sale se pueden observar de cananas y fusiles de la Revolución Mexicana. La cuarta sala denominada "Hidalguito", se pueden apreciar las imágenes del ferrocarril y de las estaciones en un diagrama del recorrido. La quinta sala es la Oficina del jefe de la estación con mesa, escritorio, armarios archiveros, máquina de escribir y papelería, caja fuerte, básculas, teléfono, telégrafo y el reloj.
En la sexta sala se exhiben herramientas usadas en el mantenimiento y los moldes para la fragua de piezas. Se termina el recorrido en la séptima sala con la exhibición de paquetes, carretillas y diablitos, cajas metálicas y de madera para el traslado de valores.